# Timothy Thomas Fortune House

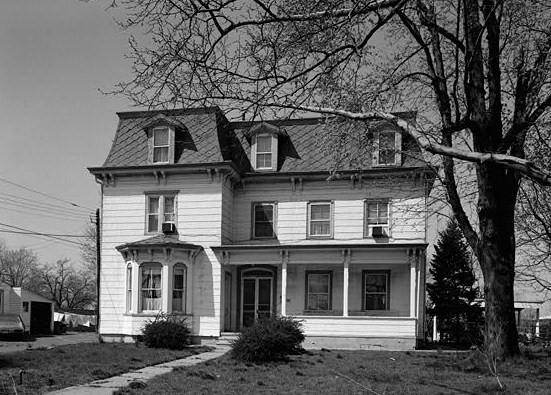
T. Thomas Fortune House

Das Timothy Thomas Fortune House (auch als T. Thomas Fortune House, The Bergen House oder Maple Hall bekannt) ist ein historisches Haus in Red Bank, im Monmouth County, im US-Bundesstaat New Jersey, in den Vereinigten Staaten. Es befindet sich auf Nummer 94 am West Bergen Place.
Das Haus war Wohnsitz des als Sklave geborenen Journalisten Timothy Thomas Fortune. Er nutzte als Herausgeber dreier Zeitungen die Möglichkeit gegen korrupte Politiker, Sklaverei sowie der Unterdrückung von Frauenrechten vorzugehen. Er brachte es während des Verlaufs seiner Karriere auf über 20 Bücher sowie über 300 selbstverfasste Leitartikel seiner Zeitungen. Er lebte hier von 1901 bis 1915.
Das viktorianische Gebäude wurde 1901 fertiggestellt und besaß laut dem National Register of Historic Places von 1900 bis 1924 eine historische Relevanz, als spezifische Jahre werden 1901 sowie 1915 genannt.
Das T. Thomas Fortune House wurde am 8. Dezember 1976 vom National Register of Historic Places unter der Nummer 76001171 als historisches Denkmal aufgenommen. Zusätzlich erhielt es einen Eintrag im National Historic Landmark.